# Erythrina elenae
Erythrina elenae är en ärtväxtart som beskrevs av Richard Alden Howard och W.R.Briggs. Erythrina elenae ingår i släktet Erythrina och familjen ärtväxter. Inga underarter finns listade i Catalogue of Life.